# Rui Lavarinhas
Rui Agostinho Do Couto Lavarinhas (1 de septiembre de 1971, Viana do Castelo, Portugal), también conocido como Rui Lavarinhas, es un ciclista retirado que corrió en el Sport Lisboa e Benfica, durante su último año.

## Palmarés
1998
- G. P. Gondomar

1999
- G. P. Gondomar
- Vuelta a Venezuela, más 2 etapas

2002
- Gran Premio Mosqueteiros - Rota do Marquês, más 1 etapa
- Campeonato de Portugal en Ruta

2005
- 1 etapa de la Vuelta a Portugal

## Equipos
- Milaneza Maia (1998-2004)
- Riberalves (2005-2006)
- Sport Lisboa e Benfica (2007)